# جيسي بيكر (عازف بانجو)
جيسي بيكر (بالإنجليزية: Jessie Baker)‏ هو عازف بانجو أمريكي، ولد في 7 فبراير 1991.

## وصلات خارجية
- جيسي بيكر على موقع ميوزك برينز (الإنجليزية)